# Luanheit
Luanheit ist ein sehr seltenes Mineral aus der Mineralklasse der Elemente, genauer der Metalle und intermetallischen Verbindungen. Es kristallisiert im hexagonalen Kristallsystem mit der chemischen Zusammensetzung Ag3Hg und bildet bis zu 10 μm große abgeflachte Körner, die sich zu unregelmäßigen sphärischen Aggregaten zusammenlagern. Daneben bildet es auch Verwachsungen mit anderen Quecksilber-Silber-Mineralen und Silicaten.

## Etymologie und Geschichte
Luanheit wurde erstmals 1984 von Shao Dianxin, Zhou Jianxiong, Zhang Jianhong und Bao Daxi in der Typlokalität am Luan He in der Nähe von Chengde in der chinesischen Provinz Hebei gefunden. Es ist nach seiner Typlokalität benannt. 

## Klassifikation
In der Systematik nach Strunz wird Luanheit zu den Metallen und intermetallischen Verbindungen, einer Untergruppe der Elemente gezählt. Nach der 8. Auflage bildet dabei zusammen mit Belendorffit, Bleiamalgam, Eugenit, Goldamalgam, Kolymit, Moschellandsbergit, Paraschachnerit, Potarit, Quecksilber, Schachnerit und Weishanit eine Gruppe. In der 9. Auflage bildet es mit  Eugenit, Paraschachnerit, Moschellandsbergit, und Schachnerit eine Untergruppe der Quecksilber-Amalgam-Familie. 
In der Systematik nach Dana bildet es mit Bleiamalgam, Goldamalgam, Paraschachnerit, Moschellandsbergit, Eugenit, Schachnerit und Weishanit eine Untergruppe (Silber-Amalgam-Legierungen) der metallischen Elemente außer den Platinmetallen.

## Bildung und Fundorte
Luanheit findet sich in Lagerstätten, die Gold und andere Elemente enthalten. Es ist vergesellschaftet mit Gold, Blei, Zink, Silberamalgamen und Silicaten. 
Neben der Typlokalität sind Funde aus La Rioja in Argentinien, Copiapó in Chile, Gonnesa auf Sardinien (Italien), Moctezuma in Mexiko, der Nähe von Ouarzazate in Marokko, Sacha in Russland, Košice in der Slowakei und Sala in Schweden bekannt.

## Kristallstruktur
Luanheit kristallisiert im hexagonalen Kristallsystem mit den Gitterparametern a = 6,61 Å und c = 10,98 Å sowie sechs Formeleinheiten pro Elementarzelle. Die genaue Raumgruppe ist nicht bekannt.